# Flux zonal

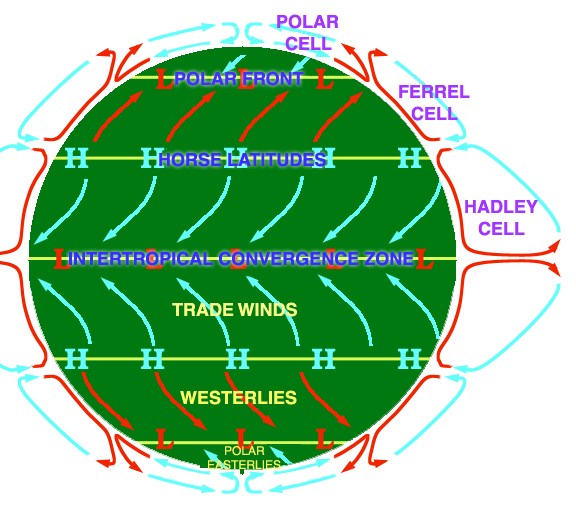
Esquema de la circulació atmosfèrica, que mostra els vents dominants

En meteorologia un flux zonal és un terme que s'utilitza per indicar tots els fluxos atmosfèrics (corrents d'aire) associats amb la gran circulació atmosfèrica que segueix paral·lela a les línies de latitud de la Terra. És l'oposat del flux meridional, que són els corrents d'aire que corren paral·lels als meridians.
Els fluxos zonals es refereixen generalment a límit entre les principals cèl·lules de la circulació atmosfèrica:
- la cèl·lula de Hadley, entre les latituds de 0° a 30° de cada hemisferi terrestre,
- la cèl·lula de Ferrel, localitzada entre les latituds 30° i 60°,
- la cèl·lula polar, que es troba entre les latituds 60° i 90°.

En la línia de l'equador, a la frontera entre les cèl·lules de Hadley de cada hemisferi, el flux zonal que preval són els vents alisis, que segueixen d'est a oest. En divisió de les cèl·lules de Hadley i de Ferrel, el flux zonal que preval són els vents de l'oest, que segueixen d'oest a est. Al costat dels pols geogràfics, a límit de les cèl·lules de Ferrel i polars, el flux zonal predominant són els vents polars de l'est.